# Luka Kovač
Luka Kovač är en fiktiv läkare i den amerikanska TV-serien Cityakuten. Han spelas av Goran Visnjic från säsong 6 och framåt.
Kovač kommer ursprungligen från Kroatien. Hans fru och barn dog under kriget och Kovač flyttade till USA. Efter flera korta romanser, blev han tillsammans med Abigail "Abby" Marjorie Lockhart, med vilken han har sonen Joseph Kovac. De gifte sig i avsnittet "I Don't" (säsong 13, avsnitt 21). I avsnittet "Murmurs of the Heart" 13.14, blev Kovač kidnappad av Curtis Ames, en av Kovačs gamla patienter. Ames påstår att en stroke som han fick berodde på ett fel av Kovač, varpå Ames liv förstördes. I avsnittet "Ames vs. Kovač" blev det en rättegång. Ames begick senare självmord.
Kovač var chef för akuten, men i avsnittet "Lights Out" 13.20 avstod han från tjänsten, då han bara ville vara en vanlig läkare, och inte en chef med pappersarbete som folk är missnöjda med. Kovač var, när Abby Lockhart och han hade gjort slut, under ett tag psykiskt sjuk och alkoholist, varpå han försökte glömma problemen genom att gå till prostituerade. Hur som helst gifte Luka Kovač och Abby Lockhart sig.
Kovač spelade sitt sista avsnitt i säsong 13, avsnittet "The Honeymoon is Over", även om han kommer att gästspela i några avsnitt i säsong 14.